# 安娜·泰坦潔蘿
安娜·泰坦潔蘿（Anna Tatangelo，1987年1月9日—），義大利女歌手。目前已與知名拿坡里歌手吉吉·達雷西歐(Gigi D'Alessio)結婚。

## 生平
安娜·泰坦潔蘿出生於義大利弗羅西諾內省索拉。她有兩位哥哥 Maurizio 和 Giuseppe，一位姐姐 Silvia。目前她定居在羅馬。

## 創作歷程
- I.無時不刻
  - 2002年，15歲的安娜成為「Sanremo Music Festival」最年輕的「青年獎」（Youth Award）得主。之後，她與現任男友，創作歌手吉吉·達雷西歐在2003年一同合唱了《Un nuovo bacio》，2004年二度合作，演唱《Il mondo è mio》。她的首張專輯《Attimo x attimo》(無時不刻)在2003年8月發行，並收入與達雷西歐第一次的合作作品《Un nuovo bacio》。

- II.郊區女孩
  - 2005年，第二張專輯《Ragazza di periferia》(郊區女孩)的成功，讓她知名度大增。專輯收錄了許多與達雷西歐共同創作的作品，像是《Quando due si lasciano》和專輯同名曲《Ragazza di periferia》。2006年，她以新歌《Essere una donna》獲得「Sanremo Music Festival」女歌手部門獎。

- III.永不放棄
  - 2007年的第三張專輯《Mai dire mai》(永不放棄)延續了之前的成功。這張作品的音樂方向展現了她成熟的一面，並在發行數週後，獲得白金唱片認證。《Averti qui》和《Lo so che finirà》兩首歌是泰坦潔蘿第一次自己嘗試創作歌詞。2008年，她在「Sanremo Music Festival」演唱新歌《Il mio amico》，獻給她的好友 Claudio，而她也以這首歌獲得第二座獎項。這首歌捨棄了關於愛情的主題，而是述說著對於同性戀的歧視。泰坦潔蘿也與美國歌手麥可·波頓一同合作這首歌曲。

- IV.女人至上
  - 泰坦潔蘿結束了在2008年3月展開的首次巡迴演唱。第四張專輯《Nel mondo delle donne》(女人至上)在11月28日發行，收錄9首新歌及兩首翻唱曲。專輯中每首歌的主題都與女性有關，最明顯的就是述說婚姻暴力的《Rose Spezzate》和描寫女人被背叛的感受的《Va Da Lei》。這張專輯以泰坦潔蘿成熟的嗓音及歌曲深沉的情感而著名。在專輯發行的同一天，官方歌迷俱樂部「Tutto Anna」的線上網站也正式成立。

- 安娜的最新專輯預定在2010年九月發行。

## 音樂作品
- 專輯

| 標題                                 | 發行日期       | 註釋                    | 廠牌    |
| ------------------------------------ | -------------- | ----------------------- | ------- |
| 《Attimo x Attimo》                  | 2003年8月28日  | 第一張錄音室專輯        | Capitol |
| 《Ragazza di Periferia》             | 2005年3月14日  |                         | G&G     |
| 《Ragazza di Periferia》（重新發行） | 2006年3月3日   | 包含兩首新歌            | G&G     |
| 《永不放棄》(Mai Dire Mai)           | 2007年11月2日  |                         | GGD     |
| 《永不放棄》（重新發行）             | 2008年2月29日  | 收錄與麥可·波頓的合唱曲 | GGD     |
| 《Nel mondo delle donne》            | 2008年11月28日 |                         | GGD     |

- 單曲
  - 《Doppiamente fragili》(2002)
  - 《Un nuovo bacio》(2002)
  - 《Volere volare》(2003)
  - 《Corri》(2003)
  - 《L'amore piu grande che c'è》(2004)
  - 《Ragazza di periferia》(2005)
  - 《Quando due si lasciano》(2005)
  - 《Qualcosa di te》(2005)
  - 《Essere una donna》(2006)
  - 《Colpo di fulmine》(2006)
  - 《Averti qui》(2007)
  - 《Lo so che finirà》(2007)
  - 《Il mio amico》(2008)
  - 《Mai dire mai》 (2008)
  - 《Profumo di mamma》 (2008)

- 合唱
  - 《Un nuovo bacio》 (2002, 與吉吉·達雷西歐)
  - 《Volere volare》 (2003, 與 Federico Stragà)
  - 《Il mondo è mio》 (2004, 與吉吉·達雷西歐)
  - 《Il mio amico》 (2008, 與麥可·波頓)
  - 《Sarai》 (2008, 與吉吉·達雷西歐)

## 聖雷莫音樂節
安娜在2002年的聖雷莫音樂節(Festivale di Sanremo)初試啼聲便獲得新手大獎，此後便陸續參與四屆比賽。
| 年   | 歌曲                                 | 競賽類別 | 表現     |
| ---- | ------------------------------------ | -------- | -------- |
| 2002 | "Doppiamente fragili"                | 青年組   | 首獎     |
| 2003 | "Volere volare" with Federico Stragà | 大會賽   | 第十七名 |
| 2005 | "Ragazza di periferia"               | 女子組   | 第三名   |
| 2006 | "Essere una donna"                   | 女子組   | 首獎     |
|      |                                      | 大會賽   | 第三名   |
| 2008 | "Il mio amico"                       | 大會賽   | 第二名   |

## 评价
"安娜、一位聲音十分美麗且充滿潛力的女歌手。"
-義大利知名歌手提傑安若·費洛

## 外部連結
- 官方網站
- 非官方網站
- 官方論壇
- 新官方歌迷俱樂部